# Września
Września és una ciutat de Polònia, pertany al voivodat de Gran Polònia. Es troba a 45 km a l'est de Poznań, la capital de la regió. El 2017 tenia 30.279 habitants.

## Monuments
- L'ajuntament, construït entre el 1909 i el 1910
- L'església de l'Assumpció de la Mare de Déu, del segle XV
- L'església evangèlica de l'Esperit Sant, d'estil neogòtic, construïda el 1894
- L'església de fusta de la Santa Creu, construïda el 1664

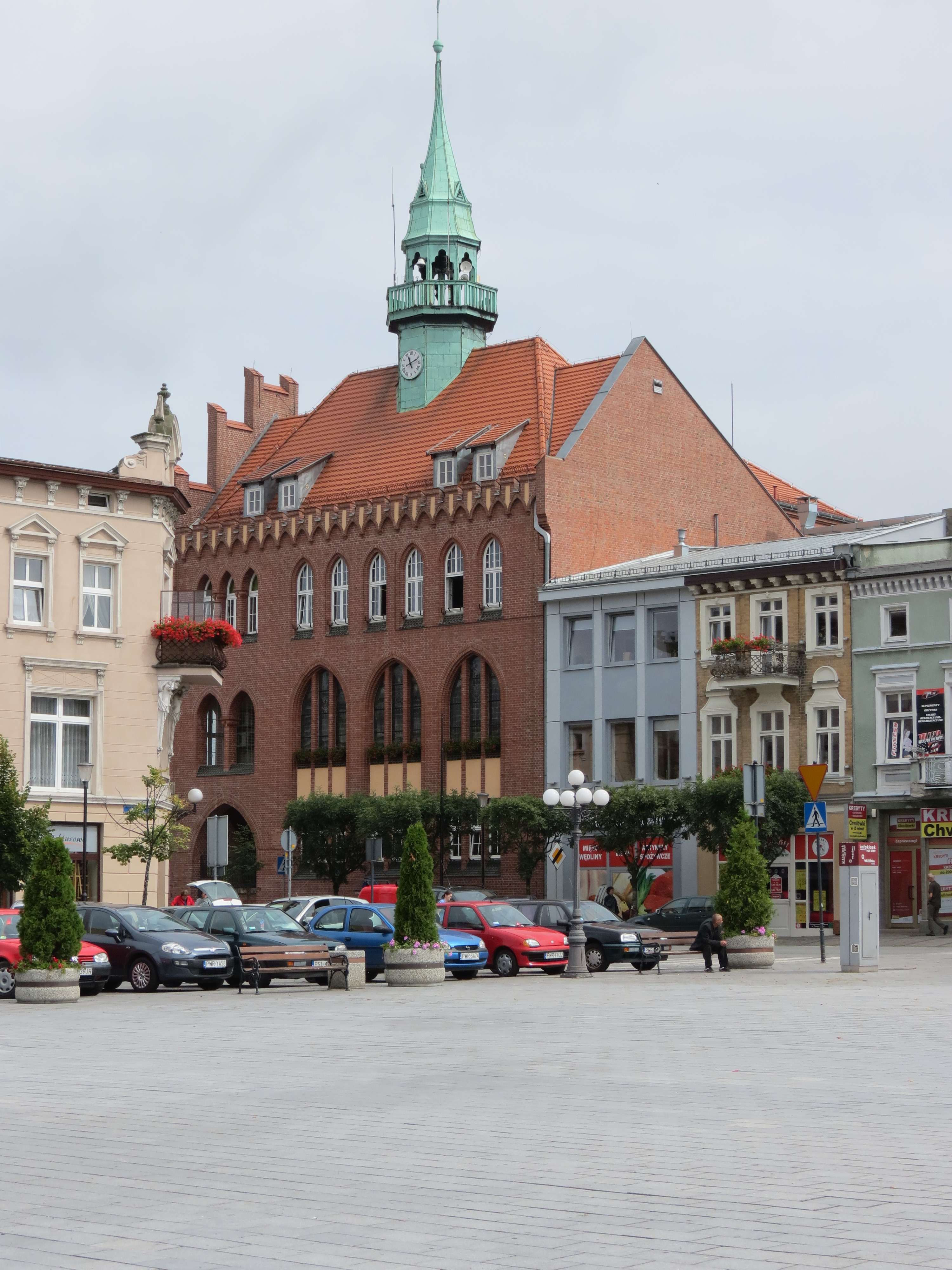
L'ajuntament
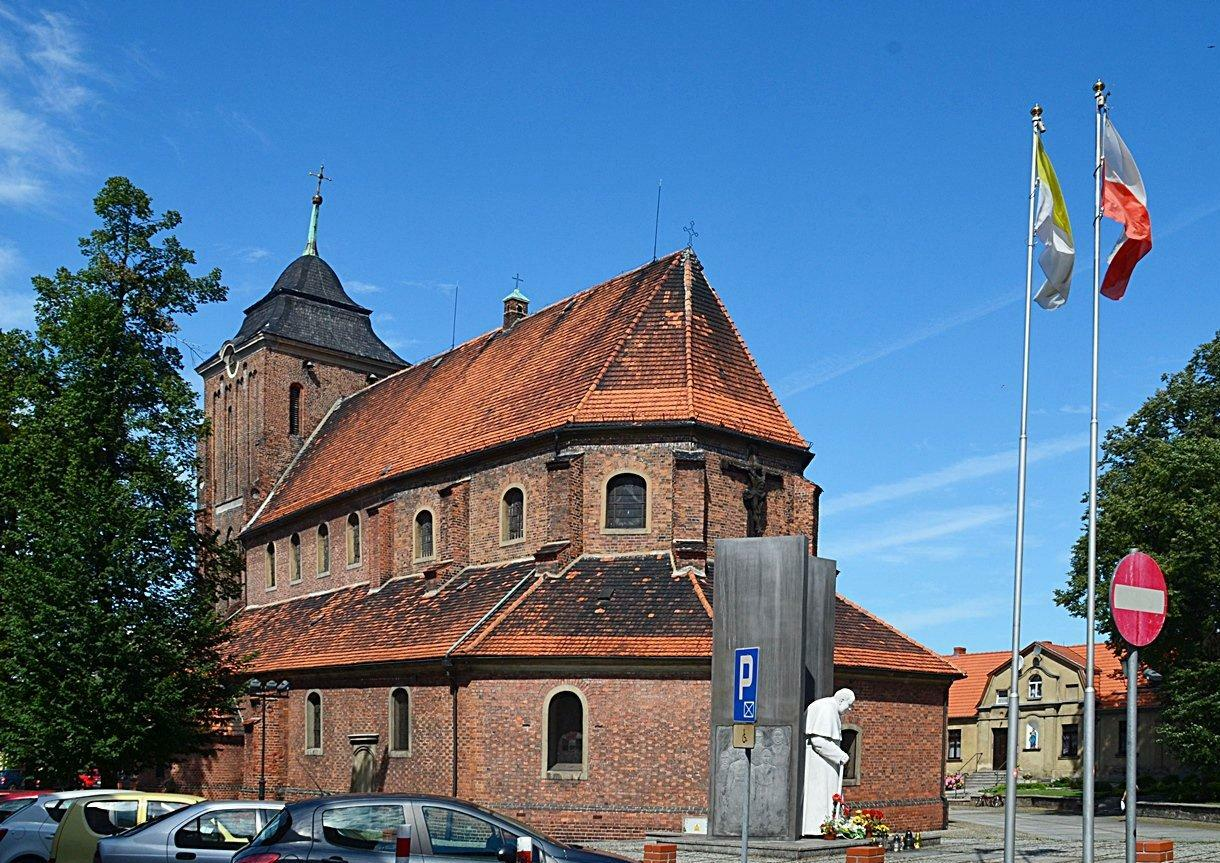
L'església de l'Assumpció
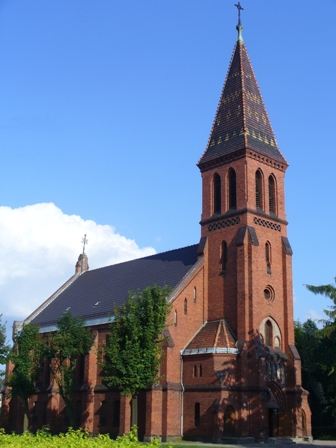
L'església evangèlica de l'Esperit Sant
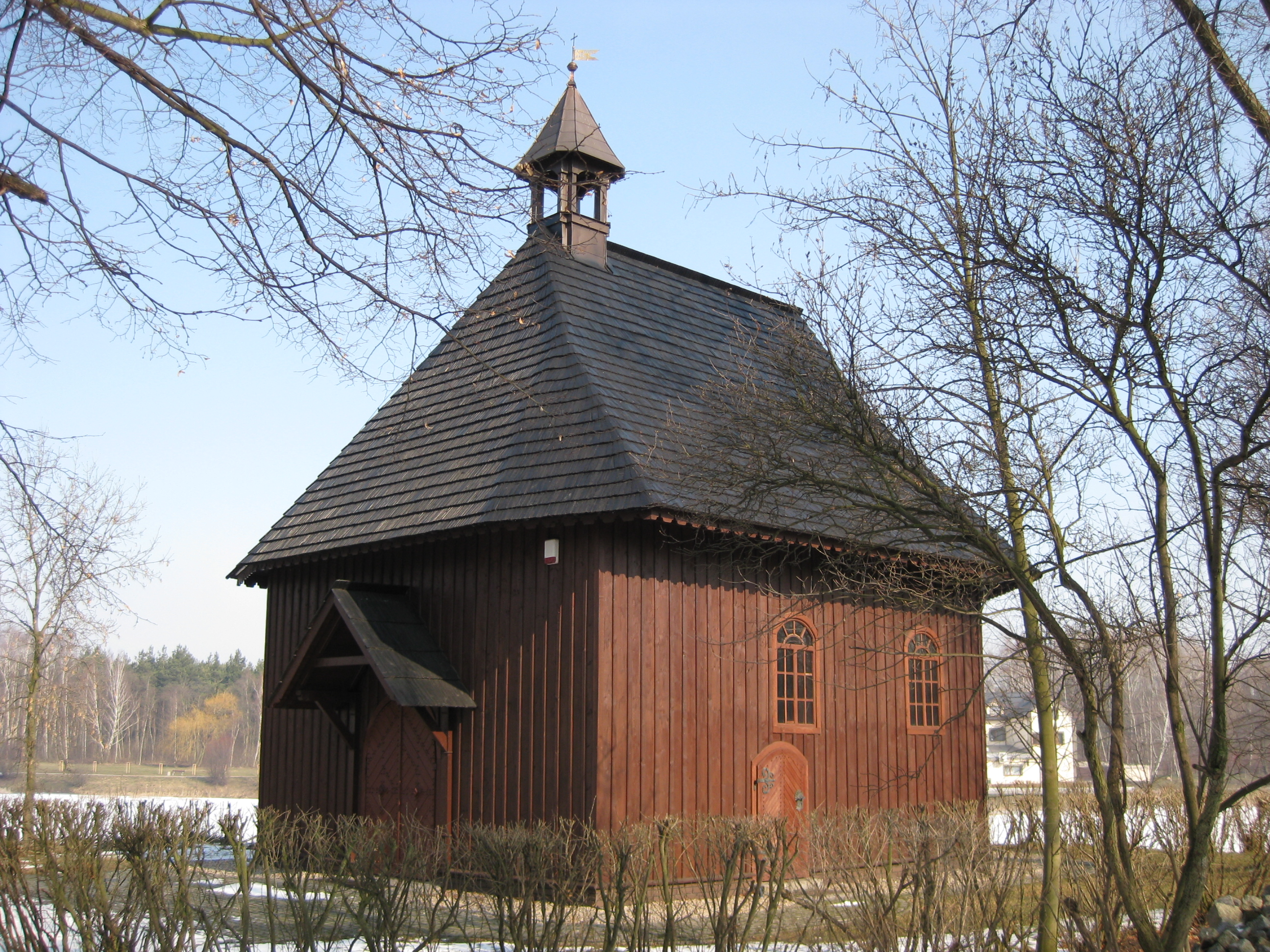
L'església de fusta

## Agermanaments
- Garbsen, Alemanya
- Bruz, França
- Nottingham, Regne Unit